# يوم البلاط
يوم البلاط (بالفرنسية: Journée des Tuiles) كان حدثًا وقع في مدينة غرونوبل الفرنسية في 7 يونيو 1788. كانت واحدة من أولى الاضطرابات التي سبقت الثورة الفرنسية، وينسبها بعض المؤرخين إلى بدايتها.

## خلفية
أدت الأزمات الاقتصادية المختلفة إلى صعوبات مالية أدت إلى اضطرابات شعبية في غرونوبل. لقد أثرت أسباب الثورة الفرنسية على كل أنحاء فرنسا، لكن الأمور وصلت إلى ذروتها في غرونوبل أولاً. أدى انخفاض الطلب على القفازات الفاخرة (التي كانت في ذلك الوقت إحدى الصناعات الرئيسية في غرونوبل) إلى اعتماد المدينة بشكل كبير على مكانتها كمقر للبرلمان الإقليمي من أجل المكانة والازدهار. ومع ذلك، كان الكاردينال إتيان شارل دي لوميني دي برين، رئيس أساقفة تولوز والمراقب الذي عينه لويس السادس عشر في 8 أبريل 1787، يحاول إلغاء البرلمانات للتغلب على رفضها لسن ضريبة جديدة للتعامل مع الدين العام غير القابل للإدارة في فرنسا.
أدى ضعف المحاصيل، وارتفاع أسعار الخبز، ورفض الطبقات العليا - رجال الدين والأرستقراطية، الذين أصرّوا على الاحتفاظ بحق تحصيل الإتاوات الإقطاعية والسيادية من فلاحيهم وملاك أراضيهم - التخلي عن أيٍّ من امتيازاتهم المالية إلى تفاقم التوترات بين سكان المدن. وقد عرقل هذا إصلاحات وزير الملك، شارل ألكسندر دي كالون، ومجلس الأعيان في يناير 1787. إضافةً إلى ذلك، كان يُنظر إلى برين على نطاق واسع على أنه مدير يفتقر إلى الخبرة أو الخيال.
قبل وقت قصير من السابع من يونيو عام 1788، قرر اجتماع كبير للقضاة في غرونوبل استدعاء المجالس القديمة لمقاطعة دوفينيه، والتي كانت واحدة من الهيئات في جميع أنحاء فرنسا التي كانت تفرض الضرائب على المقاطعات تقليديا. وردت الحكومة بإرسال قوات إلى المنطقة لقمع الحركة. 

## أعمال الشغب
وفي حوالي الساعة العاشرة من صباح يوم السبت 7 يونيو، أغلق التجار متاجرهم وتشكلت مجموعات تتألف من 300 إلى 400 رجل وامرأة، مسلحين بالحجارة والعصي والفؤوس والقضبان.  وهرعوا إلى أبواب المدينة لمنع مغادرة القضاة الذين شاركوا في اجتماع غرونوبل.  حاول بعض مثيري الشغب عبور نهر إيزري لكنهم واجهوا مجموعة من 50 جنديًا عند جسر سانت لورانس، بينما توجه آخرون إلى شارع نوف.

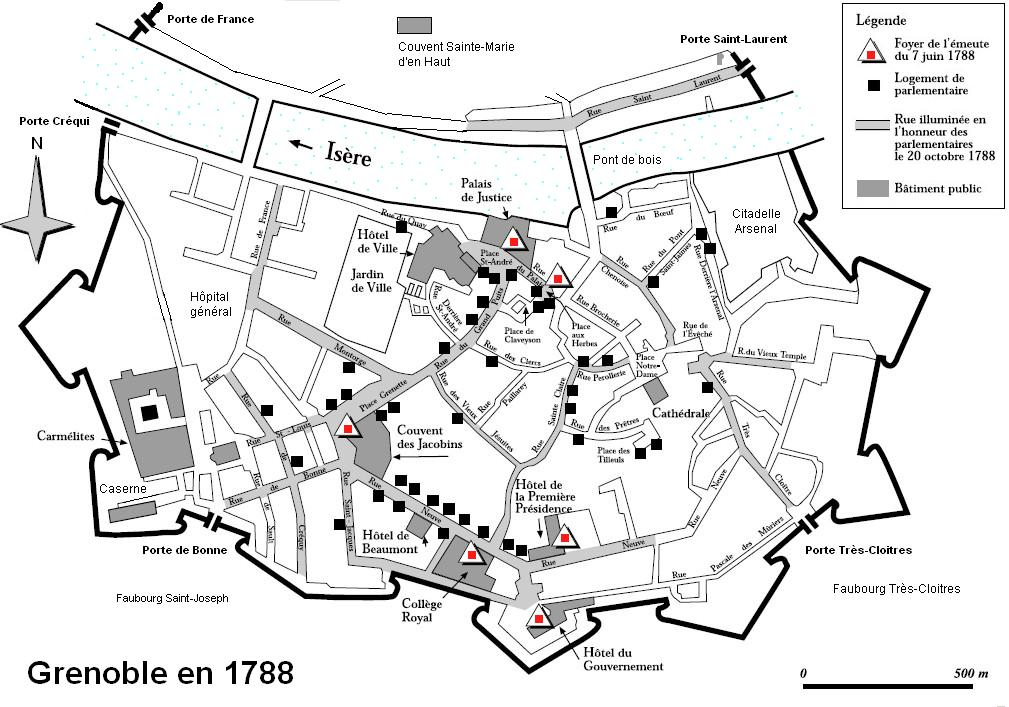
خريطة غرونوبل في عام 1788: تظهر النقاط الستة الحمراء أعمال الشغب في المدينة. المربعات السوداء تظهر مساكن أعضاء البرلمان.

استولى الفلاحون الفرنسيون على أجراس الكاتدرائية عند الظهر.  وسرعان ما تزايدت الحشود، حيث أثارت الأجراس تدفق الفلاحين المجاورين للتسلل إلى المدينة، وتسلقوا الأسوار، واستخدموا القوارب في نهر إيزري، وبالنسبة للبعض، دفعوا أبواب المدينة.
صعد المتمردون الآخرون إلى الأسوار وهرعوا إلى فندق لا بريميير بريزيدنس الذي كان يقيم فيه دوق كليرمون تونير في ذلك الوقت. كان لدى الدوق فوجين من النخبة في غرونوبل،  فوج البحرية الملكية الذي كان عقيده ماركيز دامبيرت وفوج أوستراسيا الذي كان بقيادة العقيد الكونت شابورد. وكانت البحرية الملكية أول من استجاب للحشود المتزايدة، وأُعطيت الأوامر لقمع أعمال الشغب دون استخدام الأسلحة. لكن عندما اقتحم الغوغاء مدخل الفندق، تصاعد الوضع. أجبر الجنود الذين أرسلوا لقمع الاضطرابات سكان المدينة على مغادرة الشوارع. تقول بعض المصادر أن الجنود أُرسلوا لتفريق البرلمانيين الذين كانوا يحاولون تشكيل برلمان. خلال هجوم، أصاب جنود البحرية الملكية رجلاً يبلغ من العمر 75 عامًا بحربة. وعند رؤية الدماء غضب الناس وبدأوا في أعمال شغب في الشوارع. صعد سكان البلدة إلى أسطح المباني المحيطة بالكلية اليسوعية لإلقاء وابل من بلاط الأسقف على الجنود في الشوارع أدناه، ومن هنا جاء اسم الحلقة. ولجأ عدد كبير من الجنود إلى أحد المباني لإطلاق النار عبر النوافذ، في حين استمر الحشد في الاندفاع إلى الداخل وتخريب كل شيء.
أعطى ضابط صف من البحرية الملكية، يقود دورية مكونة من أربعة جنود، الأمر بفتح النار على الغوغاء. قُتل مدني واحد وجُرح طفل يبلغ من العمر 12 عامًا.  وفي شرق المدينة، اضطر جنود البحرية الملكية إلى إطلاق النار لحماية ترسانة المدينة، خوفًا من أن يستولي مثيرو الشغب على الأسلحة والذخيرة. وفي هذه الأثناء، بدأ العقيد الكونت شابورد في نشر فوج أستراسيا لمساعدة وتخفيف العبء عن جنود البحرية الملكية.
اجتمع ثلاثة من قناصل المدينة الأربعة في مبنى البلدية وحاولوا إقناع الحشد. ولكن كلماتهم أسكتت وسط ضجيج الحشد. وبصعوبة بالغة، تمكن القناصل من شق طريقهم وسط الحشود، وفي النهاية لجأوا إلى ضباط الحامية المحلية. وفي وقت لاحق من ذلك المساء، سحب دوق كليرمون تونير قواته من الشوارع والفندق لمنع المزيد من العنف من تصعيد الوضع. تمكن الدوق من الهروب بصعوبة من الفندق قبل أن يقوم الحشد بنهب الداخل بالكامل. وبعد فقدان السيطرة على الفندق، صدرت الأوامر لقوات البحرية الملكية بالعودة إلى مقراتها.
في الساعة السادسة، أجبر حشد يقدر عدده بعشرة آلاف شخص وهم يهتفون "يحيا البرلمان!" القضاة على العودة إلى قصر برلمان دوفينيه بإغراقهم بالزهور.  طوال الليل، دوّت أجراس الكنيسة بانتصار، وأُشعلت نار كبيرة في ساحة سانت أندريه، وأحاط بها حشد من الناس يرقصون ويغنون: "عاش برلماننا إلى الأبد! فليحفظ الله الملك وليأخذ الشيطان بريان ولاموينيون".
في يوم 10 يونيو، حاول القائد المحلي تهدئة الحشد، ولكن دون جدوى.  وبموجب أوامر النفي التي أصدرها الملك ضدهم، أُجبر البرلمانيون على الفرار من غرونوبل في صباح الثاني عشر من يونيو. تم استعادة النظام بشكل كامل في المدينة في 14 يوليو على يد المارشال فوكس، الذي حل محل دوق كليرمون تونير. 
ووجد قائد القوات أن الوضع مثير للقلق لدرجة أنه وافق على السماح بعقد اجتماع الطبقات، ولكن ليس في العاصمة.  وبناءً على ذلك، تم ترتيب اجتماع في 21 يوليو 1788 في قرية فيزيل القريبة.  أصبح هذا الاجتماع معروفًا باسم جمعية فيزيل.
وفي المجمل، تم تحديد ستة أعمال شغب في المدينة في 7 يونيو. 

## الأحداث اللاحقة
في مواجهة الضغط الشعبي الهائل، أعلن بريان في 5 يوليو 1788 أن الجمعية العامة سوف تجتمع بأسرع ما يمكن.  وبناءً على توصية بريان، أكد لويس السادس عشر هذه النية في 8 أغسطس 1788.  كان من المقرر عقد الجمعية في 27 أبريل 1789، ولكن تم تأجيلها لاحقًا إلى 1 مايو 1789.  :46
وقد انعقد اجتماع الطبقات الثلاث الذي تم الاتفاق عليه في فيزيل في 21 يوليو. وتجمع عدة مئات من الأشخاص، يمثلون الطبقات الثلاث: النبلاء ورجال الدين والطبقة المتوسطة (البرجوازية)، الذين مُنحوا تمثيلاً مزدوجاً. ترأس الاجتماع المحامي الإصلاحي المعتدل جان جوزيف مونييه، وأقر القرارات التالية:
- استدعاء الجمعية العامة لفرنسا؛
- تعهد المقاطعة برفض دفع جميع الضرائب التي لم يصوت عليها المجلس العام؛
- الدعوة إلى إلغاء السجن التعسفي بأمر الملك بموجب مذكرة تعرف باسم رسائل التوقيع. [13]

منذ عام 1984، تضم قلعة فيزيل متحف الثورة الفرنسية.

## الدلالة
استخدم بعض المؤرخين، مثل جوناثان سبيربر، يوم البلاط لإظهار الوضع المتدهور في فرنسا في الفترة التي سبقت الثورة الفرنسية عام 1789. واعتبرها آخرون بمثابة بداية الثورة نفسها. إن الأحداث التي رواها ر. م. جونستون  توفر رابطًا واضحًا بين يوم البلاط وجمعية فيزيل وبداية الثورة نفسها.
تم إحياء ذكرى هذا الحدث من خلال لوحة يوم البلاط التي رسمها ألكسندر ديبيل في عام 1889، والتي صادفت 13 يوليو 1788.  ولقد رسمها بعد مرور قرن على الحدث وأخطأ في التاريخ، ولكنها بلا شك تحاول تصوير الأحداث الموصوفة في عنوانها.

## ملحوظات
1. 1 2  Johnston، Robert Matteson (1909). The French Revolution: A Short History. New York: Henry Holt and Company. مؤرشف من الأصل في 2025-01-17 – عبر Project Gutenberg.
2. ↑  Coulomb, Clarisse (12 Dec 2016). "Héritages familiaux, solidarités professionnelles et théâtre politique". Histoire urbaine (بالفرنسية). 5 (5): 5–25. DOI:10.3917/rhu.005.0005. ISSN:1628-0482. Archived from the original on 2020-10-26.
3. ↑  Coulomb, Clarisse (12 Dec 2016). "Héritages familiaux, solidarités professionnelles et théâtre politique". Histoire urbaine (بالفرنسية). 5 (5): 5–25. DOI:10.3917/rhu.005.0005. ISSN:1628-0482. Archived from the original on 2020-10-26.
4. ↑  Sgard, Jean (1988). Les trente récits de la Journée des Tuiles. Empreinte du temps (بالفرنسية). Presses universitaires de Grenoble. ISBN:978-2-7061-0310-0. Archived from the original on 2024-03-22.
5. ↑  Muller, Claude (2000). Heurs et malheurs du Dauphiné [Ups and downs of Dauphiné] (بالفرنسية). De Borée. pp. 112–114. ISBN:978-2-84494-027-8.
6. ↑  Dreyfus, Paul (1972). Histoire du Dauphiné [History of Dauphiné] (بالفرنسية). Presses universitaires de France. p. 191.
7. ↑  Chronique de la Révolution française (بالفرنسية). Éditions Chronique. 14 Jun 2013. ISBN:9782366020328.
8. ↑  Chaper, Eugène (1888). La Journée des Tuiles à Grenoble (7 juin 1788) : Documents contemporains en grande partie inédits recueillis et publiés par un vieux bibliophile Dauphinois [The Day of the Tiles in Grenoble (June 7, 1788): Contemporary documents, largely unpublished, collected and published by an old Dauphinois bibliophile] (بالفرنسية) (2 ed.). Grenoble: F. Allier, père et fils (published 1988). Archived from the original on 2024-08-26.
9. ↑  Curzon، Catherine (7 يونيو 2014). "The Day of the Tiles". madamegilflurt.com. مؤرشف من الأصل في 2025-05-27.
10. ↑  "La journée des Tuiles (Grenoble, 7 juin 1788)". Histoire pour tous: De France et du monde (بالفرنسية). HpT Media. 7 Jun 2020. ISSN:2270-9983. Archived from the original on 2025-04-29. Retrieved 2016-12-12.
11. ↑  Popkin، Jeremy D. (13 سبتمبر 2019). "The collapse of the absolute monarchy, 1787–1789". A Short History of the French Revolution (ط. 7th). New York City: Routledge. § From failed reforms to revolutionary crisis, p. 28. ISBN:978-1-138-55720-8. مؤرشف من الأصل في 2024-11-30. See also, 8th ed.: دُوِي:10.4324/9781003412120-2
12. 1 2
13. 1 2 3  Johnston، Robert Matteson (1909). The French Revolution: A Short History. New York: Henry Holt and Company. مؤرشف من الأصل في 2025-01-17 – عبر Project Gutenberg.
14. ↑  "The Day of the Tiles, 13 July 1788". مؤرشف من الأصل في 2007-09-30. اطلع عليه بتاريخ 2006-11-02.

## قراءة إضافية
- سيمون شاما (1989). المواطنون: سجل الثورة الفرنسية . نيويورك: كنوبف، ص. 272–283. يقدم شاما الأحداث في ضوء مختلف. ويبين أن التمرد كان رد فعل ضد التغييرات في النظام الضريبي وسعى إلى حماية قضاة غرونوبل الذين نفاهم برين. انظر صفحات المواطنين 228-238

45°11′21″N 5°43′48″E / 45.1893°N 5.7299°E